# Mieczysław Stein

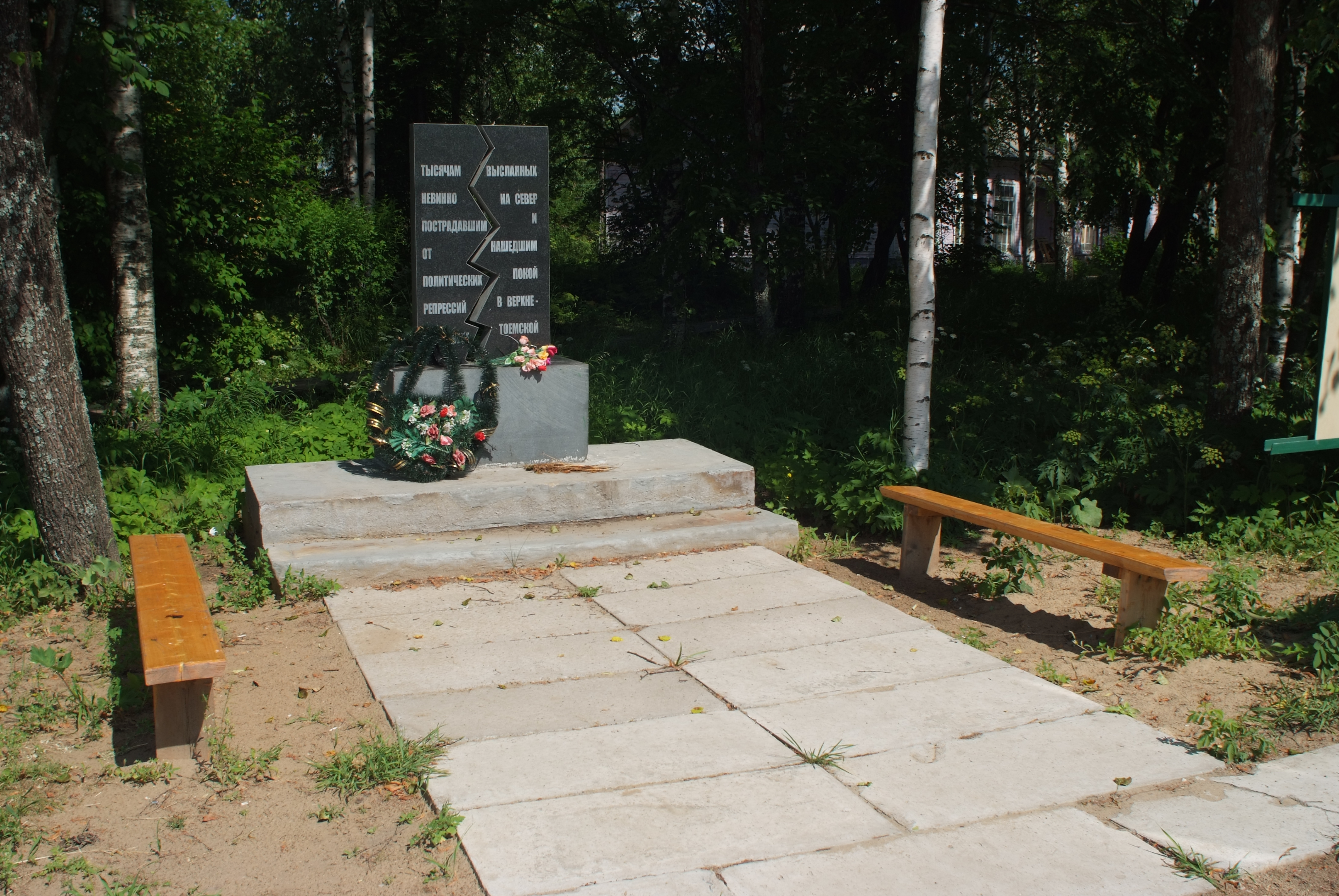
Pomnik w Wierniej Tojmie upamiętniający więźniów łagrów - ofiary represji politycznych

Mieczysław Stein (ur. 9 grudnia 1913 w Bielsku, zm. 1 października 1940 w pobliżu osady Wierchniaja Tojma (ros. Верхняя Тойма) koło Kotłasu) – polski entomolog-apiolog.

## Życiorys
Ukończył Państwowe Gimnazjum im. Karola Marcinkowskiego w Poznaniu, a następnie od 1932 studiował nauki przyrodnicze na Wydziale Filozoficznym tamtejszego Uniwersytetu, równocześnie studiował również geografię. W 1937 przedstawił pracę dyplomową i uzyskał tytuł magistra filozofii, jednocześnie uzyskał absolutorium z geografii, następnie podjął pracę nauczyciela przyrody w Prywatnym Gimnazjum im. ks. Czesława Piotrowskiego. Równolegle pracował jako wolontariusz w kierowanym przez prof. Ludwika Sitowskiego Zakładzie Zoologii i Entomologii Wydziału Rolno-Leśniczego Uniwersytetu Poznańskiego. Po wybuchu II wojny światowej razem z narzeczoną Zdzisławą Wójcik przedostał się do Lwowa i tam przebywali do czerwca 1940, gdy zostali aresztowani przez ukraińskiego milicjanta. Osadzono ich w więzieniu, a następnie jako nieposiadających paszportów radzieckich dołączono do transportu Polaków wywożonych do łagru w Ustiliszczu w Obwodzie archangielskim. Po ok. trzech miesiącach morderczej pracy udało im się zbiec na południe od obozu. Przebywali w tajdze żywiąc się jagodami, wycieńczony i wygłodzony Mieczysław Stein zmarł 1 października 1940 w pobliżu Wierchniej Tojmy koło Kotłasu. Narzeczoną aresztowano, ale udało jej się przetrwać i opuścić ZSRR.
Podczas wolontariatu na Uniwersytecie Poznańskim prowadził badania naukowe nad instynktami pszczół, a także nad ich reakcjami na światło i barwy. Wyniki badań w większej części przepadły podczas II wojny światowej.